# Euphorbia bayeri
Euphorbia bayeri ist eine Pflanzenart aus der Gattung Wolfsmilch (Euphorbia) in der Familie der Wolfsmilchgewächse (Euphorbiaceae).

## Beschreibung
Die sukkulente Euphorbia bayeri bildet sehr kleine Sträucher bis 12 Zentimeter Höhe aus, die zweihäusig sind. Die ausgebreiteten und flach liegenden Triebe werden etwa 4 Millimeter dick.
Es werden einzelne Cyathien oder einfache und endständige Cymen ausgebildet, die sitzend sind und etwa 2,25 Millimeter im Durchmesser erreichen. Die elliptischen Nektardrüsen sind rot gefärbt und grenzen aneinander. Der Fruchtknoten sitzt in einer mit vielen Haaren besetzten Blütenhülle. Die stumpf gelappte Frucht wird etwa 4 Millimeter groß und ist nahezu sitzend. Der eiförmige Samen ist mit flachen Runzeln besetzt und an der Basis gestutzt.

## Verbreitung und Systematik
Euphorbia bayeri ist in der südafrikanischen Provinz Ostkap verbreitet.
Euphorbia bayeri gehört zur Sektion Articulofruticosae der Untergattung Chamaesyce. Die Erstbeschreibung der Art erfolgte 1988 durch Leslie Charles Leach.
Peter V. Bruyns behandelte die Art 2012 als Synonym von Euphorbia rhombifolia.